# Buddhizmus Örményországban
A Buddhizmus egy kis kisebbségi vallás Örményországban, kevés, pontosan nem ismert követővel. Az örmények első közvetlen kapcsolatai a buddhizmussal a 13. században, a Mongol Birodalom fénykorában történtek, amikor a buddhista uralkodó, Hülegü ilhán az Ilkánátusból elfoglalta Örményországot, s a buddhizmust hivatalos vallássá nyilvánították, és egy buddhista kolostort is alapítottak az országban. Az ezt követő évszázadokban más helyeken örmény kereskedők révén újabb kapcsolatok alakultak ki. A 19. és a 20. század fordulóján örmény értelmiségiek erős érdeklődést mutattak e vallás iránt.

## Korai közvetett kapcsolatok
Egyes kutatók a kínai buddhista fordítók legkorábbiiként számon tartott An Si-kaot a 2. századi párthus herceggel, az Parthamasziriszszel azonosítják, akit Kr. u. 113-ban a római császár, Traianus nevezett ki örmény bábkirálynak. Ezt az azonosságot azonban a kutatók nagy része vitatja.
Örményország és a buddhizmus korai közvetett kapcsolata az Barlám és Jozafát (örményül Հովասափ եւ Բարաղամ, Yovasap‘ ew Barałam) középkori keresztény legenda, amely a Buddha életén alapul. A legenda három örmény változata ismert, köztük egy versformájú, amelyet Arakel Baghishetsi (bitlisi Arakel) írt 1434-ben. James R. Russell szerint a modern kori középmagyar népi ballada, a prince Aslan egyes részei Buddha életéből eredő elemeket tartalmazhatnak, amelyeket a keresztényített Barlaam és Josaphat történetén keresztül adtak át.

## 13. századi kapcsolatok

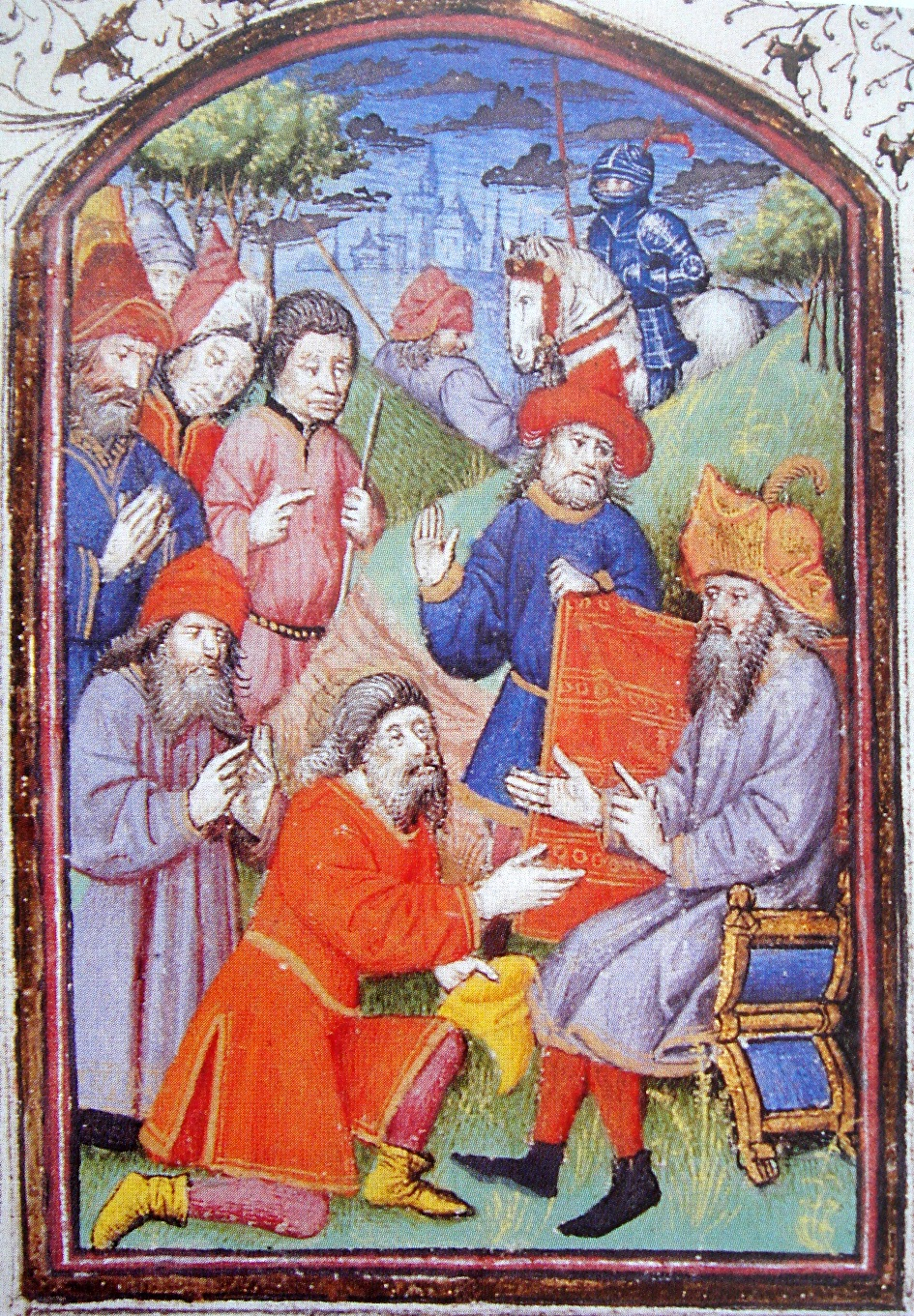
Hethum I. (ülve) a mongol Karakorum udvarán, ahol a mongolok hódolatát fogadja. Miniatúra a Histoire des Tartars című műből, szerzője Korikoszi Hayton (1307).

A 13. századi örmény-mongol szövetség kontextusában I. Hethum, a Kilikiai Örmény Királyság uralkodója 1254–1255-ben a Möngke mongol nagykán udvarába látogatott Karakorumban, amit Kirakos Gandzaketsi krónikájában meg is örökített. Útja során a buddizmusról is beszámolt. Philip C. Almond szerint Hethum és Marco Polo voltak a középkor két utazója Ázsiában, akik információkat közvetítettek a Buddháról. John Andrew Boyle szerint Kirakos kevesebb részletet közöl a buddhizmusról, mint kortársa, William of Rubruck, ám előrevetíti Polo nevezéktanát a történelmi és a jövendő Buddha, Sákjamuni és Maitréja nevével.
Kirakos a buddhistákat „bálványimádóknak” nevezte, akik a „Šakmonia” és a „Madri” nevű agyagfigurákat imádják. Írta: „Az egész nép, beleértve a nőket és a gyermekeket is papoknak számít. Toyink-nak hívják őket, a fejükön és szakállukon kopaszra borotválkozva. Köpenyt viselnek, hasonlót a keresztény papokéhoz, de nem a vállra csatolva, hanem a mellkasnál. Az étkezésben és a házasságban mértékletesek.”
Kirakos és Vardan Arevelc‘i egyaránt írtak Hülegüről, aki megbízott a buddhista papokban, mert azok halhatatlanságot ígértek neki. Kirakos a buddhista papokat „bűvészeknek és boszorkányoknak” nevezte, és így folytatta: „Megvezették [Hülegüt], megígérték neki a halhatatlanságot; ő pedig élte, mozgott, lovagolt az ő szavuk szerint, és teljesen átadta magát az akaratuknak. Naponta sokszor meghajolt vezetőjük előtt, és evett az áldozati oltárról az „idolszobák” házában, és többre becsülte azt bármelyikükénél. Ezért különösen gazdagon díszítette bálványtemplomukat.” Vardan azt írja, hogy Hülegüt egyes „Šakmonia” nevű bálványasztrológusok és papok vezették félre.

### Buddhista kolostor Örményországban
Kortárs örmény és arab források szerint Hülegü ilhán, Dzsingisz kán unokája és az Ilkánátus alapítója Perzsiában (Iránban), egy magaslati buddhista kolostort emelt nyári legelőjén, Örményország hegyeiben. Buddhista templomokat is épített Irán mai Khoy és Maragheh vidékén. Rashīd al-Dīn adta neki a Labnasagut nevet, ami „láma lakhelyeket” jelenthet. A kolostor Örményország Ala-taγ (Aladağ) hegységében állt, a Van-tó északi részén, a helyi Daṙn síkságon. Henry George Raverty a Labnasagut helyét úgy jelölte meg, hogy a Van-tó északi partjától nyugatra, pár mérfölddel Bayazid városa előtt, a Eufrátesz keleti ága közelében feküdt. Tadevos Hakobyan és mtsai Darndasht (Դառնդաշտ)/Aladagh (Ալադաղ) nevű helyet Írán nyugati részére, Maku városa közelébe, a Vaspurakan Artaz kantonjába teszik. Grupper szerint a hely Ala-taγ tömbjében volt, a Van-tó északkeleti részén. 1259-ben adományoztak földet a kolostornak, amelyet 1261 és 1265 között építettek, és várhatóan három évtizeden át működött, amíg 1295-ben az ilkán Gázán ilhán áttért az iszlám hitre, Hülegü utódai egész 1301-ig meglátogatták az Ala-taγ nyári legelőket. és vélhetően elrendelte a lerombolását. A kolostor helyszínét a régészek még nem azonosították. Valószínűleg legalább tíz szerzetese volt, kezdetben vélhetően ujgur közösségekből érkeztek, két monumentális Sákjamuni és Maitréja szoborral rendelkezett, és "aktív buddhista központként működött". Grupper a Labnasagutot a "késő középkori Nyugat-Ázsia buddhizmusának legelőretoltabb erődként" és a "második Il-kán budhizmus bölcsőjeként" írja le.

## Későbbi kapcsolatok

### Buddhista elemek az örmény művészetben
Dickran Kouymjian, örmény-amerikai író, buddhista motívumokat azonosított az 1286-ból származó Het‘um fejedelem olvasókönyvének kéziratában, amelyet későbbi király, II. Hetum rendelt meg. A szürkésbarna, kínai stílusú oroszlánok, amelyek megvédik Krisztust a sárkányoktól, buddhista eredetűek, hiszen a Buddhát „oroszlánként az emberek között” tartották számon. A kéziratban megtalálható továbbá a buddhista Törvény Kereke is. Egy másik példában két nyolcágú rozetta szimbolizálja ugyanezt a kereket.
Az 1587-es evangéliumban Hakob Jughayetsi olyan stílusban ábrázolta Istent, Krisztust és Szűz Máriát, amelyet Vrej Nersessian „könnyen Buddha-képnek is fel lehetne venni, a hasonlóság pedig nem lehet véletlen”. Ő, hasonlóan Sirarpie Der Nersessian-hoz, felvetette, hogy Hakob a Julfából érkező ázsiai kereskedők által hozott Buddha-ábrázolásokból merített inspirációt. Christina Maranci szerint a kereskedői családi háttér miatt ilyen kapcsolatok létezése teljesen elképzelhető. Istent „világos szemű, telt állú, lefelé hajló szájú férfiként” ábrázolta. Krisztust egy képen duci arccal, Buddha képéhez hasonló kettős dicsfénnyel ábrázolta, másikon pedig keresztbe tett lábbal, Buddha ülő pozícióját, a lótuszülést idézve. Nersessian megjegyezte, hogy ezek a portrék „majdnem barbárnak” tűnnek, eltérnek a hagyományos stílustól, páratlanok és soha nem utánozták őket az örmény díszített kéziratokban.

### Ecsmiadzin tibeti harangja
Egy másik bizonyíték az örmény-buddhista kapcsolatra az Ecsmiadzini székesegyházban található tibeti felirat egy harangon. A harang a 17. századi harangtornyában állt, és a 19. század során számos külföldi utazó és tudós említette.interjú Levon Abrahamiannal; A harangot a szovjetek az 1930-as évek végén eltávolították, azóta nyoma veszett. A felirat egy 1890-es örmény könyvben maradt fenn másolatban, Ghevont Alishan közlésében.
Dan Martin tibetológus azt írta, hogy a harangon háromszor egymás után látható háromtagú mantra, az oṃ aḥ hūṃ, a titkos mantra buddhizmusban általános és áldozati felajánlások megáldására használják. Szerinte a felirat arra utal, hogy a harang egy megszentelt buddhista tárgy lehetett. Hewsen azt feltételezte, hogy a harang „valószínűleg valamilyen mongol vagy ilhán kán rég elfeledett ajándéka.” Martin alternatív elméletet is javasolt; szerinte a harang eredetileg a Labnasagut kolostorban vagy más buddhista templomban lehetett a térségben, később megmentették és átszállították Ejmiadzinba, vagy a 17. században a harangtorony építése idején Lhászából hozták örmény kereskedők.

## Modern kori kapcsolatok

### Intellektuális érdeklődés
Az örmény értelmiségi körökben a 19. és a 20. század elején jelentős érdeklődés mutatkozott a buddhizmus iránt, mind az Oroszország, mind a Törökország területén élő örmények körében. Ghazarosz Aghaján nagy elismeréssel szólt Edwin Arnold Ázsia fénye című művéről, és 1894-ben elkezdte azt oroszról lefordítani örményre, de munkája befejezetlen és kiadatlan maradt. 1895-ben, amikor Hakob Manandian a Lipcsei Egyetemen tanult, rövid cikket írt a buddhizmusról és a brahmanizmusról, valamint azok 19. századi európai filozófiára gyakorolt hatásáról. Ez a cikk először csak 1990-ben jelent meg. Avetik Isahakyan megírta, hogy olyannyira megszállottja volt Buddhának (és időnként tolsztojánus, Nietzsche-hívő, szociáldemokrata, anarchista is volt), hogy az emberiség szenvedéstől való felszabadítását kereste. Egyes kutatók szerint Hovhannes Tumanyan is hatással volt rá a buddhizmus és más keleti vallások. Tumanyan kb. 1918-ban arról írt, hogy a Kelet közelebb hozta az embert Istenhez és a világegyetemhez, s mozgásba hozta az átmant (önvalót). Nar-Dos a buddhizmust értelmesnek és befelé fordulónak találta, de azt állította, hogy aszketizmusa miatt kimeríti az embert, akár önpusztulásig is.
Az Oszmán Birodalomban Khosrov Keshishian 1900-ban kritikai tanulmányt írt a buddhizmusról, és Meroujan Barsamian 1907-ben „A Buddha könnyei” címmel írt verset.
Paul Carus A Buddha evangéliuma (The Gospel of Buddha) című művének egy nyugati örmény fordítását 1911-ben adták ki Konstantinápolyban. Diran Chrakian (Intra) világnézetére is hatottak buddhista eszmék.
Yeghishe Charents élénken érdeklődött az ázsiai kultúrák, különösen a buddhizmus iránt, és lenyűgözték a Buddha alakja és tanításai. Buddha-szobrocskákat is gyűjtött. 1933-ban Martiros Saryan olyan családi portrét készített Charentsről és családjáról, amelyen Buddha-szobor látható. 1936-ban Charents kérésére Alexander Bazhbeuk-Melikyan buddhista stílusban, lótuszülésben ábrázolta őt; a rajzon a „Mahatma Charents” aláírást használta Gandhi hatására.
Egyes kutatók szerint George Gurdjieff negyedik út-tanítására többek között a buddhizmus is hatással volt, különösen a tibeti buddhizmus.

### Szovjetunió és független Örményország
Örményországban a jóga gyakorlata már a 70-es évektől ismert és a szovjet hatóságok is tűrték.
Az örmények körében a nem keresztény vallásra való áttérés ritka, bár Alexander Agadjanian megjegyezte, hogy egyes személyek „átállhatnak buddhistává, a bahá’í hit követőivé vagy akár az Újkor keverékvallásának híveivé”. Yulia Antonyan szerint az utószovjet Örményországban néhányan visszatértek a valláshoz lelki megnyugvásért, de „csupán kevesen választották a keleti vallásokat és gyakorlatokat, illetve azok nyugati vagy oroszosított változatait.” Megjegyezte, hogy érdeklődésük a keleti vallások és vallási filozófiák iránt végső soron egyfajta misztikus pragmatizmussá vált, mellyel a test és a lélek jólétét akarják elérni, meditáció, jóga vagy Ájurvéda révén, de etnikai és kulturális identitásukban többségük még mindig „örmény-kereszténynek” vallja magát.
2006-ban az Armenpress közölte, hogy Örményországban buddhisták is élnek. 2010-ben az örmény statisztikai hivatal a pilóta népszámlálás során feltüntette a buddhizmust mint választható vallást, azonban a kisebb vallások követőinek számát a 2011-es népszámlálás nem publikálta. Örményországban nincs hivatalos buddhista imaház. 2012-ben Jereván városa előzetesen javasolta turisztikai látványosság építését a Dalma kert bevásárlóközpont közelében, amelyhez templom, mecset, zsinagóga és buddhista templom is tartozna.
A Béke Forradalma Alapítvány 2015-ben és 2017-ben is meditációs foglalkozásokat szervezett Örményországban.

## Örmény diaszpóra
Mianmarban (Burma), ahol a 17–19. században aktív volt egy örmény kereskedő közösség, néhány örmény és leszármazottja (beleértve részlegesen örmény származásúakat) áttért buddhistává. A brit uralom előtt a nem buddhista külföldiek, köztük örmények sem kíséreltek meg buddhistákat áttéríteni, az egyetlen kivétel a saját házastársuk volt. Ba Maw, aki 1937–39-ben Brit Burma miniszterelnöke, majd 1943–45-ben Burma állam diktátora volt, állítólag részlegesen örmény származású volt. Keresztényként nevelték, később buddhistává vált, hogy megnyerje a burmai buddhisták támogatását.
1830-ban egy örmény régész templomban egy buddhista szertartási páli papiruszt fedezett fel, melyet Madrasból (Chennai, India) a velencei San Lazzaro degli Armeni örmény kolostorába vitt, ahol ma is kiállítják.
Seta Manoukian áttért a buddhizmusra és felszentelt szerzetesnő lett.

## Hivatalos vallási kapcsolatok
1979-es első amerikai útja során a 14. dalai láma New Yorkban találkozott több vallási vezetővel, köztük az amerikai örmény egyház keleti kerületének érsekével, Torkom Manoogiannal.
1997-es thaiföldi látogatásakor Karekin I. katolikosz a helyi buddhista vezetőkkel is találkozott.